# 陣屋町
陣屋町（じんやまち）とは、江戸時代の日本における都市形態のひとつである。当該地域の行政の中心施設として陣屋や代官所が置かれた町地を指す。一方で城を中心に発展した町を城下町という。

## 概要
江戸時代の藩・知行所における陣屋、もしくは天領における代官所などを中心に形成された町である。侍屋敷が建ち並び、また陣屋に関わる武士等を相手に商売を営む商工業者が集まり発展した町である。
なお、江戸時代における城下町の多くは、藩庁が置かれていたため、広義では陣屋町の一種ともいえる。
現代において、この陣屋町を起源にもつ地区は多くあり、「陣屋町」「陣屋」などがしばしば地名として残っているほか、町並み保存が行われ、観光地となっているところもある。

## 陣屋町の例

### 東北地方
- 黒石(黒石市/黒石陣屋)弘前藩から五千石を分知した黒石津軽家の陣屋

### 関東地方
- 真壁（桜川市）戦国時代に築かれた真壁城を中心に城下町が成立していたが、江戸時代初期に真壁城は廃城となり、その後、陣屋を中心とした陣屋町に
- 甘楽町(小幡藩小幡陣屋)中心地区の小幡は陣屋町で大名庭園・楽山園がある

### 中部地方
- 鯖江（鯖江市/鯖江藩鯖江陣屋）鎌倉時代に誠照寺の門前町として発展し、江戸時代には間部氏5万石（のち4万石）の陣屋を中心とした陣屋町となった
- 塩尻（塩尻市/塩尻陣屋）中山道の宿場町として発展し、天領の陣屋が置かれた
- 名張（名張市/名張陣屋)江戸時代に名張藤堂家の陣屋町と初瀬街道の宿場町としても栄えた町

### 近畿地方
- 村岡(美方郡香美町村岡区/村岡藩村岡陣屋)山名氏の「村岡陣屋町」。旧美方郡村岡町
- 山崎（宍粟市/山崎藩山崎陣屋)西播磨の小さな陣屋町
- 大溝(高島市/大溝藩大溝陣屋）かつては琵琶湖の要衝。江戸時代には分部氏二万石の陣屋町
- 堺町(磯城郡田原本町)中心部は、中世以降陣屋町として町が形成されその過程で下ツ道から発展した中街道が交通や商業の要衝となる
- 御所(御所市/櫛羅藩#櫛羅陣屋)江戸時代初期に形成された陣屋町。一つの川をはさんで西岸には商業都市の西御所、東岸は寺内町の東御所と、二つの町が形成され、江戸時代の検地絵図どおりに町のかたちはよく残っている
- 新庄(葛城市/大和新庄藩)慶長10年代に現在の葛木あたりに新たな陣屋と陣屋町を* 寒河江市（出張陣屋）鳥居氏預地天領時、楯南村南町にあった寒河江城跡の役館が置かれ陣屋町として発展
- 柏原町(丹波市)栢原荘という荘園から織田氏の陣屋町に。国指定の史跡である陣屋が残る

### 中国・四国地方
- 足守(岡山市北区/足守藩足守陣屋)江戸時代の雰囲気が残る陣屋町
- 大森(大田市)石見銀山の鉱山に隣接して発展した、江戸時代に形作られた幕府直轄地の中心町
- 倉吉(倉吉市)もとは伯耆国の国府・国分寺・国分尼寺の所在地から、山名氏打吹山城を経て荒尾氏が陣屋設置、商工業の集積地に
- 倉敷(倉敷市/倉敷代官所)元来は内陸港町。その後干拓事業を経て寛永年間の代官所設置により陣屋町として発展し年貢米の集積所となる
- 成羽（高梁市/成羽藩）代表的な陣屋町で江戸時代の竪町型の町筋に横丁・小路が何本か造られ、当時の人々の生活道路としての面影を残している

### 九州地方
- 日田(日田市）豪族大蔵氏日田城から江戸幕府天領となり、陣屋町に